# .450 Bushmaster
.450Bushmaster はLeMag Firearmsによって開発され、Bushmaster Firearms Internationalにライセンスされたライフル用実包である。.450Bushmasterは、マガジンとアッパーレシーバー一式を改造した一般的なM16および AR-15で使うために設計されている。

## 歴史

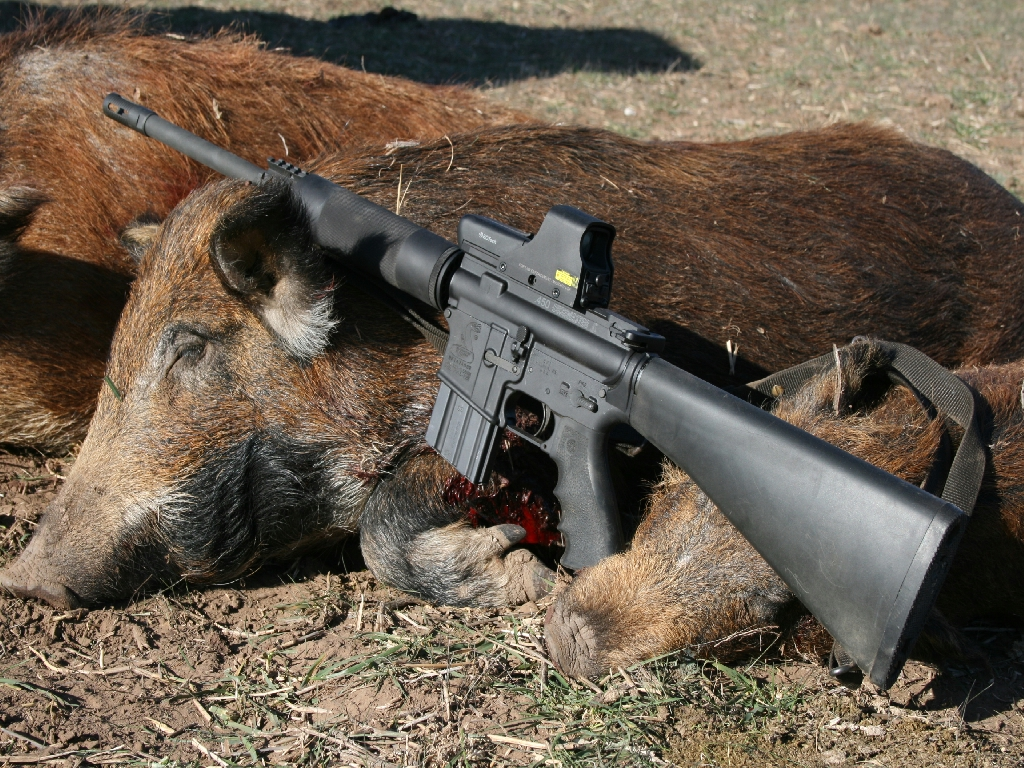
.450 Bushmasterは、現代のライフルによる大型獣対象の狩猟用に開発された。

.450Bushmasterの歴史は、銃器ライターのジェフ・クーパーによって流行した"Thumper"概念に遡る。 クーパーはAR-15の口径の小さな5.56×45mm NATO (.223ミントン)弾に不満を抱いており、250ヤード(約230m)先の大型獣を一撃で仕留めるため、半自動小銃で撃てる大口径弾(.44口径以上)の必要性を感じていた。これを受け、LeGendreは.45 Professional弾を開発、その後にそれに対応するAR-15を制作し、クーパーに納品している。
この事業の際、Bushmasterは銃弾メーカーのHornadyに、.45 Professional弾の製造を打診したが、Hornadyは自社の0.452インチ、250グレーンの弾丸、SST Flex-Tipが収まる、より短い薬莢を求めた。BushmasterとLeGendreは1.771インチを新規格である1.700インチまで縮めることに同意し、名称を「.450 Bushmaster」とした。

## 特性
.450Bushmasterは高圧ライフル薬莢のため、0.452インチの重い弾丸を効果的に利用できる。ルガー社のボルトアクションライフル、AR-15ライフル、フランクリン・アーモリー社のAR-15ピストルに対応する。
200ヤード(約183m)ほどまでは非常にフラットな弾道を描く。150ヤード(約137m)でゼロインした場合、100ヤード(約91m)の距離で1.8インチ(約4.6cm)上、150ヤードでゼロ、200ヤード(約182m)で3.4インチ(約8.6cm)下に着弾すると見込める。この弾丸は、一般的なAR-15のマガジンにシングルカラムで収まる。AR-15の10発マガジンでは、5発、20発マガジンでは9発、30発マガジンでは13発を装填可能。現在、Hornady社とレミントン社がライフル用の実包を、Starline社がハンドロード用の空薬莢を製造している。

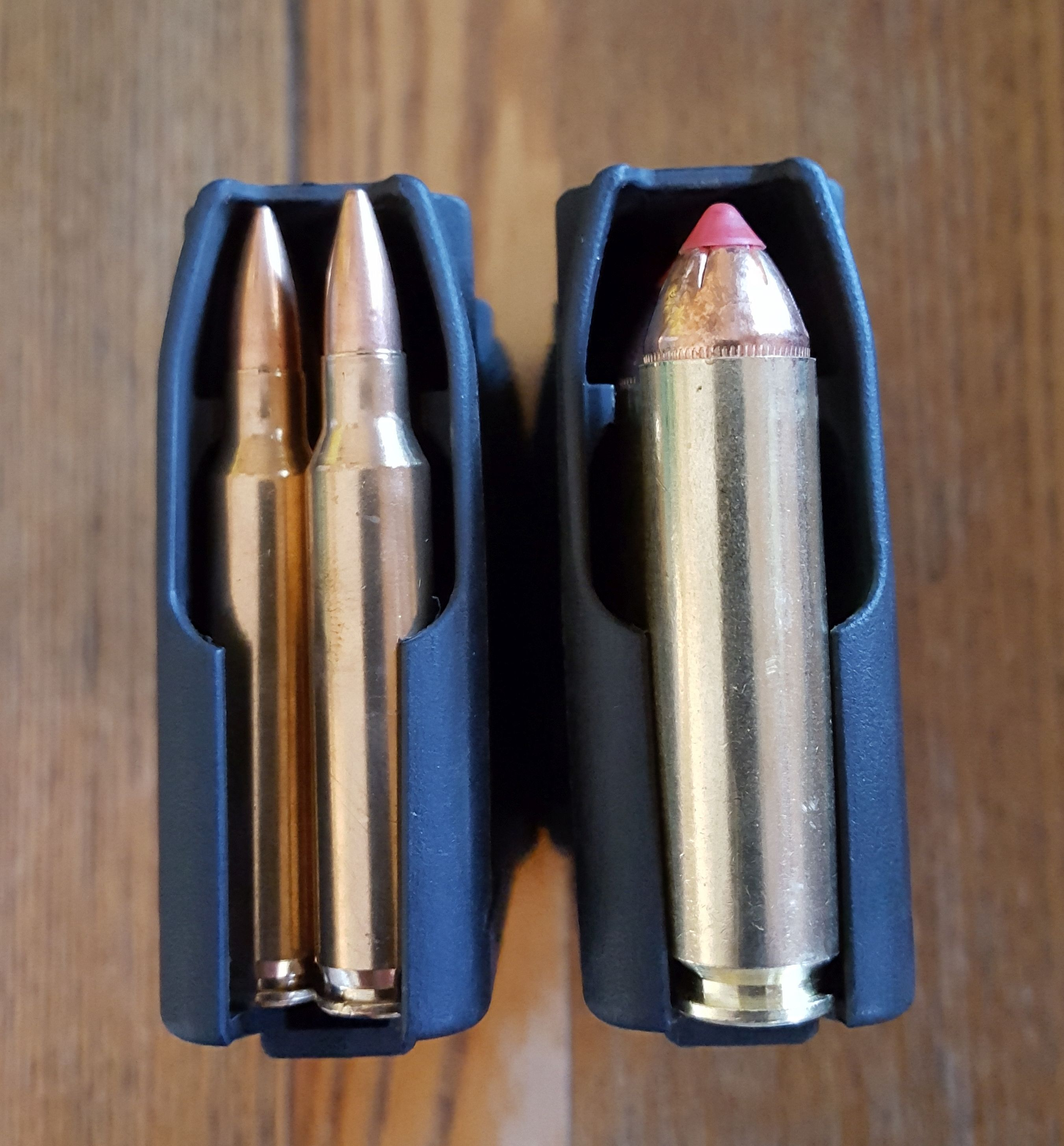
STANAG マガジンに収まるダブルカラムの.223レミントン(左)と.450Bushmaster(右)。
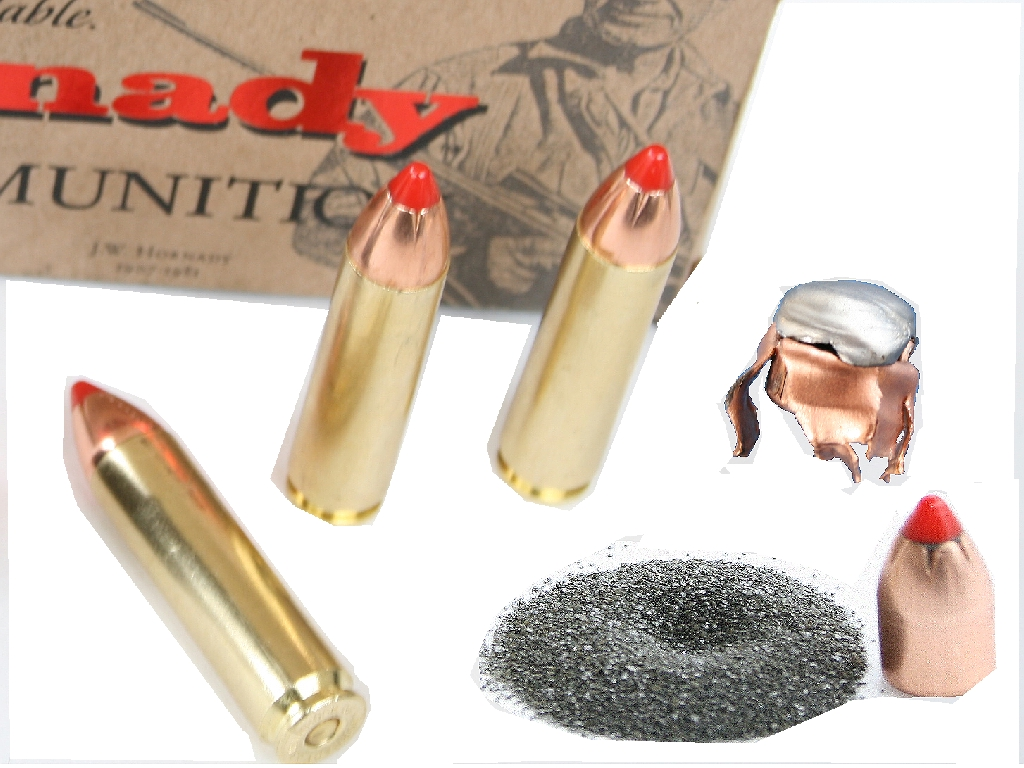
.450Bushmaster弾と中身。

## 参照
- ライフル実包の一覧
- en:11 mm caliber
- en:Table of handgun and rifle cartridges
- en:.444 Marlin
- en:.45-70
- en:.458 SOCOM
- en:.50 Beowulf